# Partecipanti al Grand Prix du Morbihan 2024
Elenco dei partecipanti al Grand Prix du Morbihan 2024.
Il Grand Prix du Morbihan 2024 è stato la quarantasettesima edizione della corsa. Alla competizione presero parte diciannove squadre: sei con licenza UCI World Tour 2024, nove con UCI ProTeam e quattro UCI Continental Team.
Partenza con 130 ciclisti accreditati.

## Corridori per squadra
| Lotto Dstny                     | Lotto Dstny                     | Lotto Dstny                     | Arkéa-B&B Hotels           | Arkéa-B&B Hotels           | Arkéa-B&B Hotels           | Cofidis                 | Cofidis                 | Cofidis                 |
| ------------------------------- | ------------------------------- | ------------------------------- | -------------------------- | -------------------------- | -------------------------- | ----------------------- | ----------------------- | ----------------------- |
| N°                              | Ciclista                        | Clas.                           | N°                         | Ciclista                   | Clas.                      | N°                      | Ciclista                | Clas.                   |
| 1                               | Arnaud De Lie                   | 3°                              | 11                         | Vincenzo Albanese          | 7°                         | 21                      | Axel Zingle             | 2°                      |
| 2                               | Jasper De Buyst                 | 112°                            | 12                         | Thibault Guernalec         | NP                         | 22                      | Bryan Coquard           | 79°                     |
| 3                               | Sébastien Grignard              | 105°                            | 13                         | Kévin Ledanois             | R                          | 23                      | Gorka Izagirre          | 60°                     |
| 4                               | Alec Segaert                    | 113°                            | 14                         | Luca Mozzato               | 83°                        | 24                      | Jonathan Lastra         | 30°                     |
| 5                               | Liam Slock                      | 53°                             | 15                         | Clément Venturini          | 4°                         | 25                      | Nolann Mahoudo          | 77°                     |
| 6                               | Lionel Taminiaux                | 114°                            | 16                         | Embret Svestad-Bårdseng    | 82°                        | 26                      | Axel Mariault           | 72°                     |
| 7                               | Brent Van Moer                  | 71°                             | 17                         | Martin Tjøtta              | 55°                        | 27                      | Alexis Renard           | 107°                    |
| Decathlon AG2R La Mondiale Team | Decathlon AG2R La Mondiale Team | Decathlon AG2R La Mondiale Team | Team DSM-Firmenich PostNL  | Team DSM-Firmenich PostNL  | Team DSM-Firmenich PostNL  | Groupama-FDJ            | Groupama-FDJ            | Groupama-FDJ            |
| N°                              | Ciclista                        | Clas.                           | N°                         | Ciclista                   | Clas.                      | N°                      | Ciclista                | Clas.                   |
| 31                              | Benoît Cosnefroy                | 1°                              | 41                         | John Degenkolb             | 86°                        | 51                      | Sven Erik Bystrøm       | 31°                     |
| 32                              | Dries De Bondt                  | 97°                             | 42                         | Nils Eekhoff               | R                          | 52                      | Eddy Le Huitouze        | 102°                    |
| 33                              | Stan Dewulf                     | 73°                             | 43                         | Sean Flynn                 | 86°                        | 54                      | Matthew Walls           | 110°                    |
| 34                              | Valentin Retailleau             | 69°                             | 44                         | Casper van Uden            | 49°                        | 55                      | Samuel Watson           | 17°                     |
| 35                              | Edvald Boasson Hagen            | 68°                             | 45                         | Axel Källberg              | 100°                       | 56                      | Lewis Bower             | 19°                     |
| 36                              | Tom Donnenwirth                 | 78°                             | 46                         | Benjamin Peatfield         | R                          | 57                      | Brieuc Rolland          | 48°                     |
| 37                              | Baptiste Veistroffer            | 108°                            |                            |                            |                            |                         |                         |                         |
| Intermarché-Wanty               | Intermarché-Wanty               | Intermarché-Wanty               | Bingoal WB                 | Bingoal WB                 | Bingoal WB                 | Burgos-BH               | Burgos-BH               | Burgos-BH               |
| N°                              | Ciclista                        | Clas.                           | N°                         | Ciclista                   | Clas.                      | N°                      | Ciclista                | Clas.                   |
| 61                              | Aklilu Arefayne                 | 92°                             | 71                         | Floris De Tier             | 25°                        | 81                      | Clément Alleno          | 39°                     |
| 62                              | Rune Herregodts                 | R                               | 72                         | Johan Meens                | 56°                        | 82                      | Antonio Angulo          | 34°                     |
| 63                              | Gerben Kuypers                  | 52°                             | 73                         | Luca Van Boven             | 6°                         | 83                      | Jetse Bol               | 87°                     |
| 64                              | Hugo Page                       | 64°                             | 74                         | Aaron Van der Beken        | 59°                        | 84                      | Jesús Ezquerra          | R                       |
| 65                              | Lorenzo Rota                    | 14°                             | 75                         | Kenneth Van Rooy           | 57°                        | 85                      | Aaron Gate              | 20°                     |
| 66                              | Kevin Kuhn                      | 103°                            | 76                         | Jelle Vermoote             | 91°                        | 86                      | Óscar Pelegrí           | 37°                     |
|                                 |                                 |                                 | 77                         | Louka Matthys              | 38°                        | 87                      | Rodrigo Álvarez         | 101°                    |
| Caja Rural-Seguros RGA          | Caja Rural-Seguros RGA          | Caja Rural-Seguros RGA          | Equipo Kern Pharma         | Equipo Kern Pharma         | Equipo Kern Pharma         | Euskaltel-Euskadi       | Euskaltel-Euskadi       | Euskaltel-Euskadi       |
| N°                              | Ciclista                        | Clas.                           | N°                         | Ciclista                   | Clas.                      | N°                      | Ciclista                | Clas.                   |
| 91                              | Orluis Aular                    | 16°                             | 101                        | Francisco Galván           | 23°                        | 111                     | Xabier Berasategi       | 9°                      |
| 92                              | Fernando Barceló                | 15°                             | 102                        | Urko Berrade               | 51°                        | 112                     | James Fouché            | 90°                     |
| 93                              | David Gonzalez                  | 10°                             | 103                        | Mikel Retegi               | 32°                        | 113                     | Iker Mintegi            | 94°                     |
| 94                              | Joseba López                    | 62°                             | 104                        | Danny van der Tuuk         | 93°                        | 114                     | Xavier Cañellas         | 28°                     |
| 95                              | Eduard Prades                   | 13°                             | 105                        | Martí Márquez              | 61°                        | 115                     | Xabier Isasa            | 43°                     |
| 96                              | Jaume Guardeño                  | 33°                             | 106                        | Álex Jaime                 | 58°                        | 116                     | Iker Bonillo            | R                       |
| 97                              | Gorka Sorarrain                 | 18°                             | 107                        | Hugo Aznar                 | 115°                       | 117                     | Nicolás Alustiza        | 111°                    |
| Q36.5 Pro Cycling Team          | Q36.5 Pro Cycling Team          | Q36.5 Pro Cycling Team          | TotalEnergies              | TotalEnergies              | TotalEnergies              | Uno-X Mobility          | Uno-X Mobility          | Uno-X Mobility          |
| N°                              | Ciclista                        | Clas.                           | N°                         | Ciclista                   | Clas.                      | N°                      | Ciclista                | Clas.                   |
| 121                             | Negasi Haylu Abreha             | 106°                            | 131                        | Lorrenzo Manzin            | 80°                        | 141                     | Jonas Abrahamsen        | 74°                     |
| 122                             | Marcel Camprubi                 | 42°                             | 132                        | Sandy Dujardin             | 65°                        | 142                     | Fredrik Dversnes        | 5°                      |
| 123                             | Fabio Christen                  | 24°                             | 133                        | Valentin Ferron            | 11°                        | 143                     | William Blume Levy      | 70°                     |
| 124                             | Alessandro Fancellu             | 40°                             | 134                        | Thomas Gachignard          | 26°                        | 144                     | Odd Christian Eiking    | 8°                      |
| 125                             | Frederik Frison                 | R                               | 135                        | Julien Simon               | 85°                        | 145                     | Markus Hoelgaard        | 67°                     |
| 126                             | Cyrus Monk                      | 66°                             | 136                        | Baptiste Vadic             | 84°                        | 146                     | Erik Resell             | 104°                    |
| 127                             | Travis Stedman                  | 54°                             | 137                        | Mattéo Vercher             | 21°                        | 147                     | Rasmus Tiller           | 29°                     |
| CIC U Nantes Atlantique         | CIC U Nantes Atlantique         | CIC U Nantes Atlantique         | Nice Métropole Côte d'Azur | Nice Métropole Côte d'Azur | Nice Métropole Côte d'Azur | St Michel-Mavic-Auber93 | St Michel-Mavic-Auber93 | St Michel-Mavic-Auber93 |
| N°                              | Ciclista                        | Clas.                           | N°                         | Ciclista                   | Clas.                      | N°                      | Ciclista                | Clas.                   |
| 151                             | Clément Braz Afonso             | 12°                             | 161                        | Jean-Louis Le Ny           | 98°                        | 171                     | Alexandre Delettre      | 22°                     |
| 152                             | Jon Rye-Johnsen                 | R                               | 162                        | Paul Hennequin             | R                          | 172                     | Jérémy Cabot            | R                       |
| 153                             | Maël Guégan                     | 96°                             | 163                        | Alexander Konijn           | R                          | 173                     | Romain Cardis           | 116°                    |
| 154                             | Artus Jaladeau                  | 46°                             | 164                        | Damien Girard              | 47°                        | 174                     | Théo Delacroix          | 89°                     |
| 155                             | Matisse Julien                  | 109°                            | 165                        | Jonathan Couanon           | 95°                        | 175                     | Joris Delbove           | 27°                     |
| 156                             | Robin Plamondon                 | 45°                             | 166                        | Axel Narbonne Zuccarelli   | 99°                        | 176                     | Nicolas Breuillard      | 41°                     |
| 157                             | Antoine Hue                     | 50°                             | 167                        | Alexandre Léonien          | R                          | 177                     | Morné Van Niekerk       | R                       |
| Van Rysel-Roubaix               |                                 |                                 |                            |                            |                            |                         |                         |                         |
| N°                              | Ciclista                        | Clas.                           |                            |                            |                            |                         |                         |                         |
| 181                             | Samuel Leroux                   | 63°                             |                            |                            |                            |                         |                         |                         |
| 182                             | Rémi Capron                     | 35°                             |                            |                            |                            |                         |                         |                         |
| 183                             | Célestin Guillon                | 75°                             |                            |                            |                            |                         |                         |                         |
| 184                             | Maxime Jarnet                   | 76°                             |                            |                            |                            |                         |                         |                         |
| 185                             | Maximilien Juillard             | 81°                             |                            |                            |                            |                         |                         |                         |
| 186                             | Emmanuel Morin                  | 44°                             |                            |                            |                            |                         |                         |                         |
| 187                             | Kenny Molly                     | 36°                             |                            |                            |                            |                         |                         |                         |